# Bataille de Machias (1775)
Pour les articles homonymes, voir Bataille de Machias.
Guerre d'indépendance des États-Unis
Batailles
Campagne de Boston :
- Powder Alarm
- Suffolk Resolves
- Lexington et Concord
- Boston
- Thompson's War (en)
- Menotomy (en)
- Fairhaven
- Chelsea Creek
- Machias
- Bunker Hill
- Gloucester
- St. John (en)
- Falmouth
- Charlottetown (en)
- Expédition Knox
- Dorchester Heights

m
Opérations navales de la guerre d'indépendance des États-Unis (en) :
- Bataille de Fairhaven
- Machias (1775)
- Bataille de Gloucester (1775)
- Incendie de Falmouth
- Block Island
- Bataille de Turtle Gut Inlet (en)
- Bataille de Machias (1777)
- Newport
- Raid de Grey (en)
- Raid de Chesapeake (en)
- Raid de Tryon (en) (Bataille de Norwalk (en))
- Expédition de Penobscot
- Cap Henry
- Cap Breton
- Capture de l'USS Trumbull (en)
- Bataille du cap Ann (en)
- Baie de Chesapeake
- Capture du HMS Savage (en)
- Bataille de baie du Delaware (1re) (en)
- Bataille navale d'Halifax (en)
- Raid sur Lunenburg (en)
- Baie d'Hudson
- Bataille de la baie du Delaware (2e) (en)
- Bataille de la baie du Delaware (3e) (en)
- Combat du 22 janvier 1783 (en)

La bataille de Machias, également connue sous le nom de bataille de la Margaretta, est le premier engagement naval de la guerre d'indépendance des États-Unis. Il eut lieu les 11 et 12 juin 1775, dans et autour du port de Machias dans ce qui est aujourd'hui l'Est de l'État du Maine, et donna lieu à la capture d'une goélette britannique par les Patriots.
Après le déclenchement de la guerre et le début du siège de Boston, les autorités britanniques demandent l'aide du marchand loyaliste Ichabod Jones pour les assister dans l'acquisition des fournitures nécessaires. Deux navires marchands de Jones arrivent à Machias le 2 juin, accompagnés par la Margaretta, une goélette britannique armée, commandée par l'aspirant James Moore. Les habitants de la ville, mécontents des pratiques commerciales de Jones, décident de l'arrêter, et au cours de la tentative, décident de s'en prendre à Moore et son navire. Moore parvient à fuir hors du port mais les habitants de la ville s'emparent d'un des navires de Jones, l'arment ainsi qu'un second navire local, et partent pour le retrouver. Au cours d'une courte confrontation, ils capturent le vaisseau de Moore et son équipage, le blessant mortellement au cours de la manœuvre.

## Contexte
La guerre d'indépendance des États-Unis débute le 19 avril 1775 avec les batailles de Lexington et Concord dans la province britannique de la baie du Massachusetts, après quoi l'Armée continentale sous le commandement de George Washington assiège l'Armée britannique durant le siège de Boston. Les forces britanniques assiégées sont conduites par le général Thomas Gage et l'amiral Samuel Graves, et tous deux ont des raisons de faire du commerce avec les habitants de Machias, une petite communauté côtière d'exploitation forestière située dans ce qui est aujourd'hui l'est du Maine, mais qui faisait alors partie de la Province de la baie du Massachusetts. Gage requiert du bois de construction afin de bâtir des casernes pour des troupes supplémentaires arrivant dans la ville assiégée. Graves souhaite quant à lui récupérer les canons de l'épave du HMS Halifax, qui a visiblement été échoué volontairement dans la baie de Machias (en) par un pilote local en février 1775. Les armes du navire seraient d'un intérêt pour les Patriots de Machias. Graves autorise le marchand Ichabod Jones à transporter de la farine et d'autres produits alimentaires à Machias à bord de ses deux bateaux Unity et Polly, en échange du bois dont a besoin Gage. Afin de garantir cet échange, Graves envoie également l'aspirant James Moore de son navire amiral HMS Preston pour commander la goélette armée HMS Margaretta et accompagner les deux navires marchands. Moore a également l'ordre de récupérer ce qu'il peut de l'épave du HMS Halifax.

## Prélude de la bataille
Le 2 juin 1775, Jones arrive au port de Machias alors que le Margaretta II chargé de récupérer les canons de l'épave est en retard. Jones rencontra une certaine contestation de la part de la population, refusant d'échanger la farine et la viande contre le bois. Viens ensuite une première réunion de la communauté le 6 juin, où a été voté le refus de la façon de marchander de Jones. Le marchand Jones agit en conséquence et demande à Moore d'apporter Margaretta pour partir loin de Machias. Les habitants se sont ensuite réuni une deuxième fois, convaincu d'accepter l'échange. Après le vote, Jones a annoncé qu'il ne ferait qu'affaires avec ceux qui avaient voté en faveur. Cela a mis en colère ceux ayant voté contre dont le colonel Benjamin Foster, commandant de la milice locale, qui suggéra à ses hommes de capturer Jones. Leur plan pour le capturer à l'église, le 11 juin, échoua et Jones, Moore et son second ont pu retourner à leurs navires. Certains miliciens sont montés à bord de la milice unité, emportant avec eux deux marins. D'autres hommes ont approché le quai où était ancré Margaretta et demander son rendement. Moore refusa, menaçant d'ouvrir le feu sur le pays, une vraie menace car le navire transporter quelques canons disposés à tirer. Encore d'autres miliciens se sont approchés de bateau Polly (stationné à côté de Margaretta) pour l'enlever. Mais Polly s'échoua faisant échouer la tentative des miliciens. Moore leva l'ancre pour aller chercher Polly, et sont parties amarrés  dans un endroit plus sûr.
Le lendemain, les miliciens se regroupèrent avec le colonel Foster, qui prit une vingtaine d'hommes avec lui et les conduisit sur la goélette Falmouth Packet, tandis que le reste serait sur la milice unité. Cette dernière ayant été modifié par l'ajout de protections. Leur but était d'aller chercher Margaretta et la chasser, lui qui avait atteint la baie de Machias. De même pour le navire de Moore qui pour les réparations nécessaires avait capturé un sloop dans la baie Holmes pour récupérer des pièces.

## La Bataille
L'équipage de la milice unité, compte environ 30 hommes commandés par le capitaine Jeremiah O'Brien, et mettent les voiles vers Margaretta. De par la rapidité de l'unité, il rattrape les britanniques tandis que le Falmouth Packet était encore loin. La milice unité s'approche, mais Moore avait préalablement hissé toutes les voiles pour une potentielle évasion. Lorsque le colonial était assez proche, Moore ouvre le feu, mais les miliciens évitent les boulets et se positionne à côté de Margaretta. Après deux tentatives, les hommes de Jeremiah O'Brien parviennent à monter à bord du navire. Les deux camps échangent alors des tirs de mousquets et Moore réussit a jeter deux grenades sur le bateau ennemie avant qu'on le frappe dans la poitrine avec un coup de fusil. Il vient alors Falmouth Packet dont les hommes montent à bord du Margaretta à leur tour. Alors que Moore est grièvement blessé, son second, Ensign Stillingfleet prend les choses en mains et ordonne la cession.
Après cela l'équipage britannique est resté à Machias pendant un mois, puis il a été remis au Congrès provincial du Massachusetts. Le bilan des pertes de Moore est de 4 morts dont le petit-fils de Ichabod Jones, et pour les miliciens, deux hommes sont morts dont un pour ses blessures, trois autres ont été grièvement blessés mais ont survécu.

## Conséquences
La communauté de Machias, attendant une vengeance britannique, a immédiatement publié une pétition pour se placer sous la direction du Congrès provincial du Massachusetts, avec une aide conséquente militaire et commerciale. Ils ont organisé la défense et la surveillance en attendant l'arrivée des Britanniques. Jeremiah O'Brien a fait changer l'un des trois navires capturés (probablement le Polly mais les historiens sont en désaccord) avec la réparation et l'armement de fusils. Il changea aussi le nom du navire Margaretta en Liberté Machias.